# سهره بیشه‌ای عینک‌سیاه
سهره بیشه‌ای عینک‌سیاه (نام علمی: Atlapetes melanopsis) گونه‌ای از پرندگان تیرهٔ گنجشکان جهان جدید (Passerellidae) و بومی پرو است.
زیستگاه‌های طبیعی آن جنگل‌های کوهستانی نمناک نیمه‌گرمسیری یا گرمسیری و بوته‌زارهای نیمه‌گرمسیری یا گرمسیری با ارتفاع زیاد است. از دست دادن زیستگاه آن را تهدید می‌کند.